# Armando Tobar
Armando Tobar Vargas (1938. június 7. – 2016. november 18.) chilei válogatott labdarúgó.
A chilei válogatott tagjaként részt vett az 1962-es és az 1966-os világbajnokságon, illetve az 1967-es Dél-amerikai bajnokságon.

## Sikerei, díjai
Universidad de Chile
- Chilei bajnok (1): 1966

Chile
- Világbajnoki bronzérmes (1): 1962
- Dél-amerikai bronzérmes (1): 1967